# بیولا هیل (ویرجینیای غربی)
بیولا هیل (به انگلیسی: Beulah Hill) یک منطقهٔ مسکونی در ایالات متحده آمریکا است که در شهرستان ویرت واقع شده‌است. بیولا هیل ۲۴۴٫۱۵ متر بالاتر از سطح دریا واقع شده‌است.